# Cáncer de la ampolla de Vater

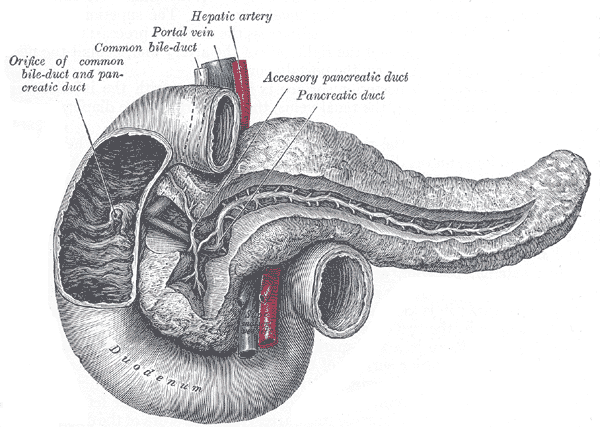
Ámpula de Vater (Orifice of common).

El cáncer ampular, cáncer de la ampollla de Vater o carcinoma del ámpula de Vater, es una neoplasia poco frecuente, de la estructura compuesta por la confluencia del conducto colédoco y el conducto pancreático, que desembocan en el lumen del duodeno a través de una pequeña protuberancia en la mucosa que recibe el nombre de papila duodenal mayor.

El cáncer del "área periampular" o "área del ámpula", es difícil de diagnosticar porque allí confluyen las patologías de la cabeza del páncreas, del tercio distal del conducto biliar común, del conducto pancreático y de la mucosa duodenal adyacente.

Para este tipo de cáncer el tratamiento, consiste en una cirugía extensa para extraer el cáncer y un margen amplio de tejido saludable.

## Epidemiología
Los carcinomas del ámpula de Váter son neoplasias poco frecuentes que representan menos del 1% de malignidades que afectan al sistema gastrointestinal.
El carcinoma de la ámpula de Váter representa el 6 % de todos los tumores "periampulares" o del "área de la ámpula de Vater".
Los tumores “periampulares” tienen una histología y un comportamiento clínico sustancialmente variable, esto parece reflejar la presencia de dos tipos de adenocarcinoma ampular según su epitelio de origen: un tipo  pancreaticobiliar y un tipo intestinal.
Habitualmente las lesiones que afectan la Ámpula de Vater se clasifican en lesiones benignas, premalignas y malignas.Algunos ejemplos son: Lesiones benignas: Cálculo biliar impactado, papilitis, hamartoma y lipoma. Lesiones premalignas: Adenomas ampulares. Lesiones malignas: Tumores neuroendocrinos, adenocarcinomas, tumores del estroma gastrointestinal (GIST) y metástasis provenientes de mama, riñón y melanoma.

## Manifestaciones clínicas
Dentro de los síntoma podemos encontrar:
- Ictericia
- Dolor abdominal no localizado
- Malestar general
- Anorexia
- Alteraciones en las pruebas de función hepática[8]
- Pancreatitis aguda recurrente[1]
- Sangrado gastrointestinal
- Obstrucción biliar

## Diagnóstico

Ampolla de Vater (Ampulla).

El diagnóstico de las neoplasias del área "periampular"  es difícil, porque en el "área del ámpula", concurren las patologías pancreáticas, del tercio distal del conducto biliar común, el conducto pancreático y la mucosa duodenal adyacente.

El 95% de las lesiones del ámpula de Vater diagnosticadas por endoscopia son adenomas o adenocarcinomas.
Existen diversos métodos diagnósticos, cada uno con sus ventajas y desventajas:
Tomografía computarizada de abdomen con/sin medio de contraste
- Ventajas: Es un procedimiento rápido que facilita la observación de anormalidades vasculares e incluso puede observar la existencia de metástasis a nivel hepático.
- Desventajas: Posee pobre sensibilidad para el diagnóstico de lesiones "periampulares". Implica la exposición a radiación ionizante. El medio de contraste utilizado puede generar nefrotoxicidad por lo cual tiene poca utilidad en aquellos pacientes con insuficiencia renal.

Resonancia magnética con medio de contraste
- Ventajas: Detecta pequeñas lesiones hepáticas, el medio de contraste utilizado no causa lesión renal y es un método que no utiliza radiación ionizante.
- Desventajas: Posee pobre sensibilidad para el diagnóstico de lesiones "periampulares". Es un procedimiento caro y prolongado.

Colangiopancreatografía retrógrada endoscópica (CPRE)
- Ventajas: Sirve como método diagnóstico y como medida terapéutica.
- Desventajas: Se considera un método invasivo e incrementa el riesgo de infección postquirúrgica.

Ultrasonido endoscópico
- Ventaja: Es útil para delimitar anatómicamente la lesión.
- Desventajas: Se considera un método invasivo y puede provocar una pancreatitis luego del procedimiento.[9]

## Tratamiento
En la mayoría de los pacientes con cáncer ampular (probabilidad por encima del 50%) la cirugía curativa es exitosa en comparación con los pacientes con adenocarcinoma de páncreas (probabilidad por debajo del 10%).

Se proponen tres opciones para tratar esta patología, las cuales son:
1. Pancreaticoduodenectomía (procedimiento de Whipple)
2. Ampulectomía quirúrgica (escisión local quirúrgica)
3. Ampulectomía endoscópica[1]

## Complicaciones
La tasa de incidencia de posibles complicaciones durante los tratamientos es de un 15%. Las complicaciones más frecuentes son las siguientes:
- Hemorragia
- Pancreatitis
- Perforación
- Estenosis papilar[1]